# ツィオルコフスキー (アムール州)
ツィオルコフスキー（ロシア語: Циолковский）はロシア連邦アムール州にある閉鎖都市で、近くにボストチヌイ宇宙基地がある。

## 概要
ツィオルコフスキーはロシア連邦アムール州（州都: ブラゴヴェシチェンスク）にある閉鎖都市で、近くにボストチヌイ宇宙基地がある。ロシアのロケット研究家であるコンスタンチン・ツィオルコフスキーにちなんで名付けられている。
1961年に基地の建設が始まり、1969～1994年までは近くのスヴォボードヌイ市にちなんだ暗号名で「スヴォボードヌイ18」と呼ばれ、1994年以後はウグレゴルスク (Uglegorsk) という地名であった。2010年に近くのスヴォボードヌイ宇宙基地の跡地に、将来はカザフスタンにあるバイコヌール宇宙基地に取って代わるボストチヌイ宇宙基地が建設される決定がされて、2013年にプーチン大統領が「ツィオルコフスキー」へ改名することを提案した。その後町、州、連邦の手続きを経て、2015年に正式にツィオルコフスキーとなった。
町の東南地区に、6、9、12階建てビルが町の南方にあるスヴォボードヌイの工場からの資材を使い建設され、おもに基地で働く11万2千人を収容できるようにする計画である。2016年4月には、ボストチヌイ宇宙基地が完成して、そこから初めての人工衛星の発射が成功裏に行われた。

## 交通
シベリア横断鉄道のレデャーナヤ駅まで町の中心から5kmである。ロシア連邦道路R297も通じている。